# Font-Romeu-Odeillo-Via
Font-Romeu-Odeillo-Via (em catalão:  Font-romeu, Odelló i Vià) é uma comuna francesa situada no departamento dos Pirenéus Orientais, na região de Linguadoque-Rossilhão-Sul-Pirenéus (Languedoc-Roussillon-Midi-Pyrénées). Estende-se por uma área de 29,60 km². Em 2010 a comuna tinha 2 082 habitantes (densidade: 33,5 hab./km²).

## História
A atual comuna é o resultado da fusão das antigas comunas de Odeillo e Via em 1822, e em 1957 assumiu o nome de Font-Romeu-Odeillo-Via.

## Toponímia
O topónimo de Font-Romeu originou-se da fonte do eremitério, onde os peregrinos também eram chamados de romeus. Odeillo era conhecida como Hodellone, e Via, como Avizano no Ato de Consagração e Dotação da Catedral de Santa Maria de Urgell em 839.

## Demografia
| 1962  | 1968  | 1975  | 1982  | 1990  | 1999  | 2008  | 2010  | 2013  |
| ----- | ----- | ----- | ----- | ----- | ----- | ----- | ----- | ----- |
| 1 371 | 1 857 | 2 098 | 2 150 | 1 857 | 2 003 | 1 937 | 1 841 | 1 877 |

## Geografia
A comuna de Font-Romeu-Odeillo-Via faz fronteira com Angoustrine-Villeneuve-des-Escaldes, Targassonne, Égat, Estavar, Saillagouse, Eyne e Bolquère.

## Galeria

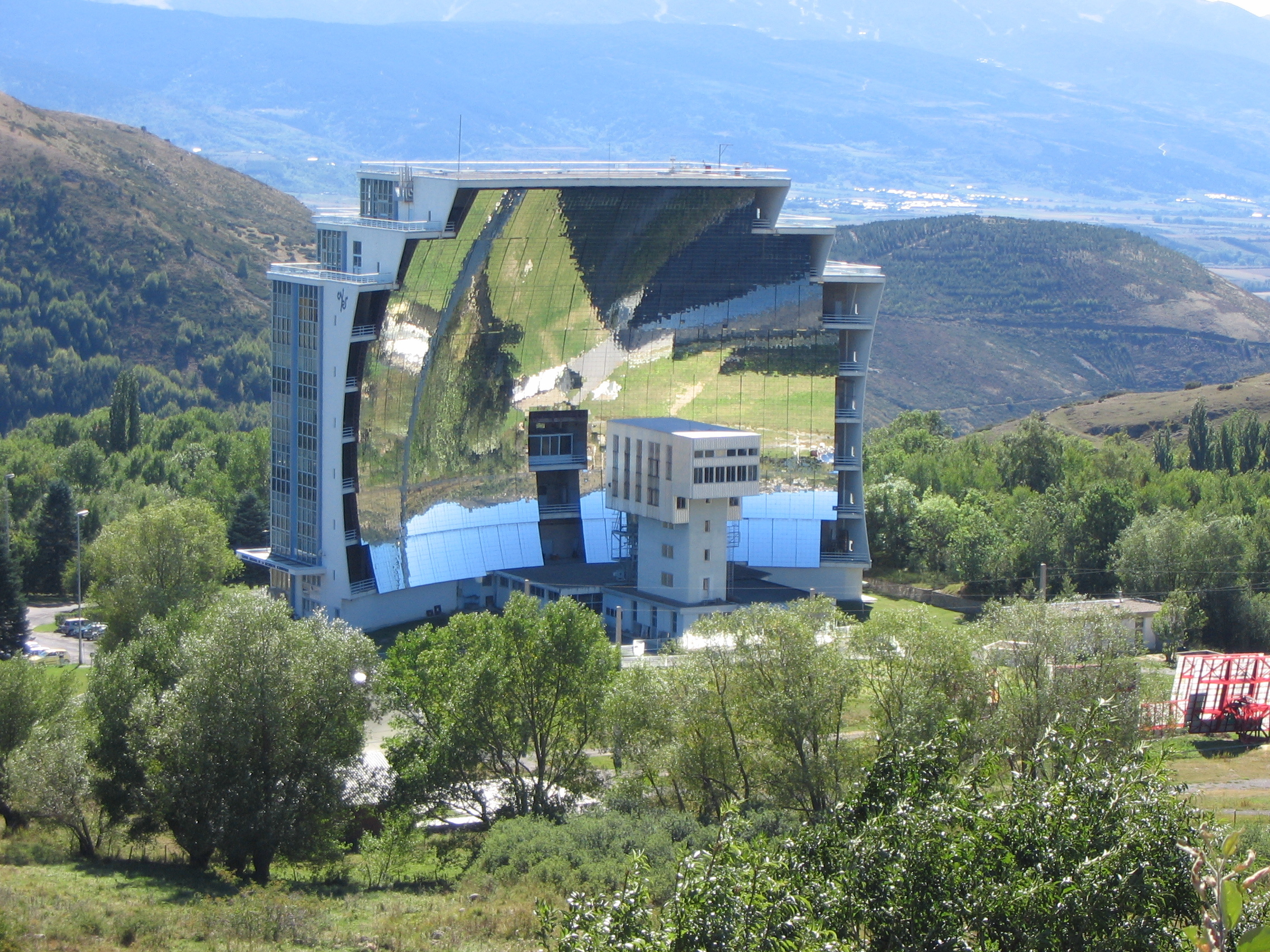
Forno solar de Odeillo.
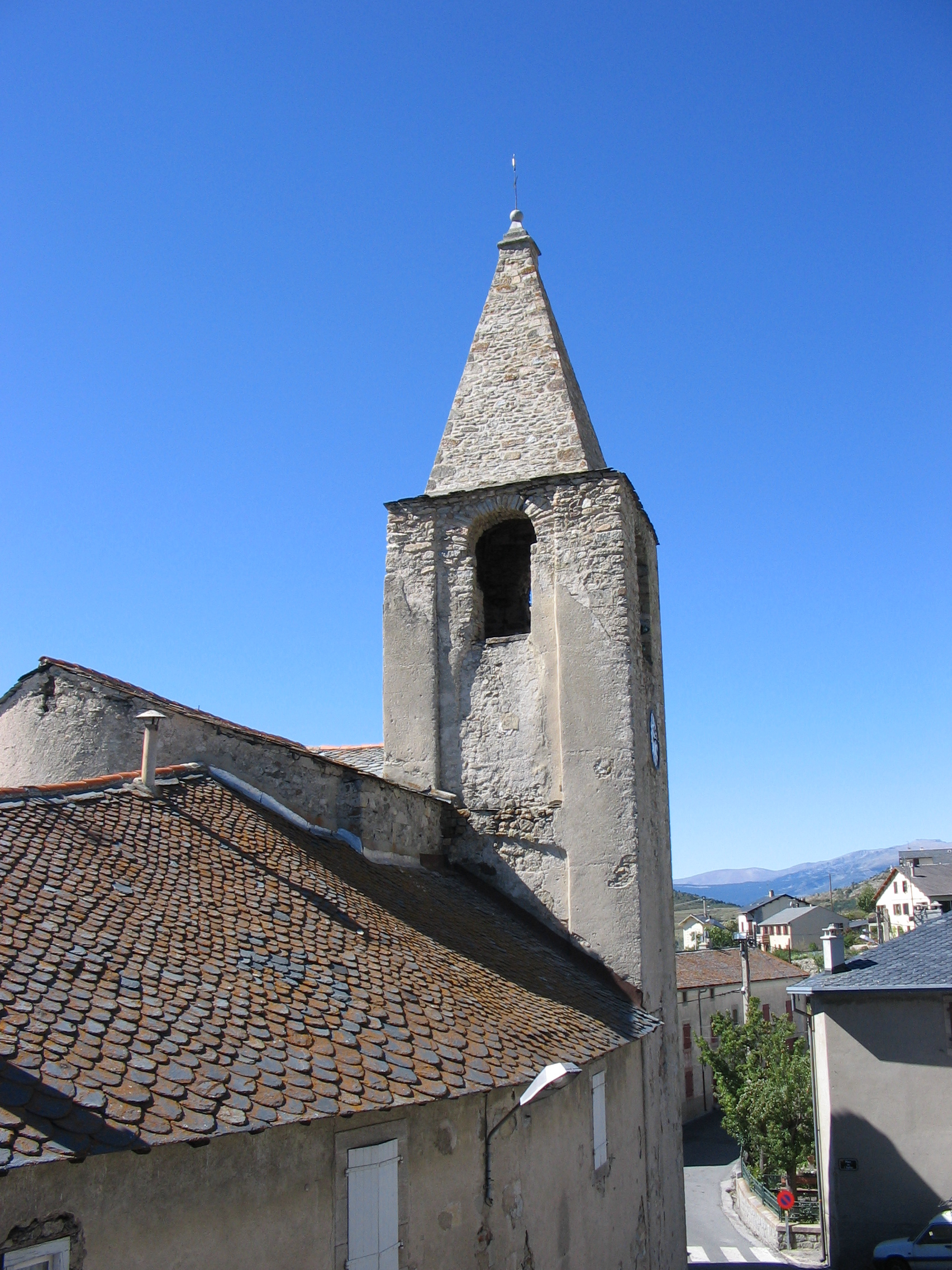
Igreja de São Martinho de Odeillo.
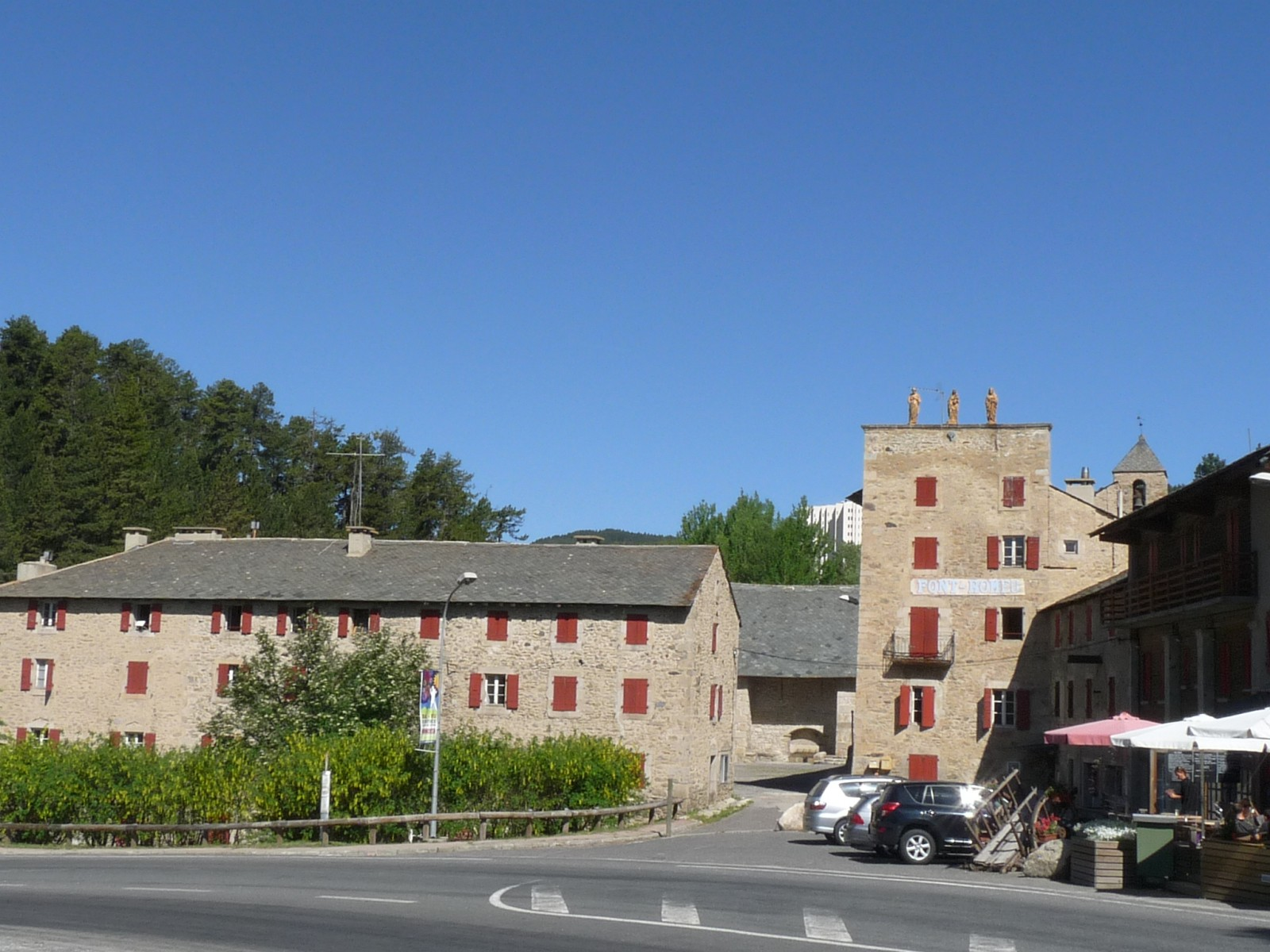
Eremitério Notre-Dame de Font-Romeu.
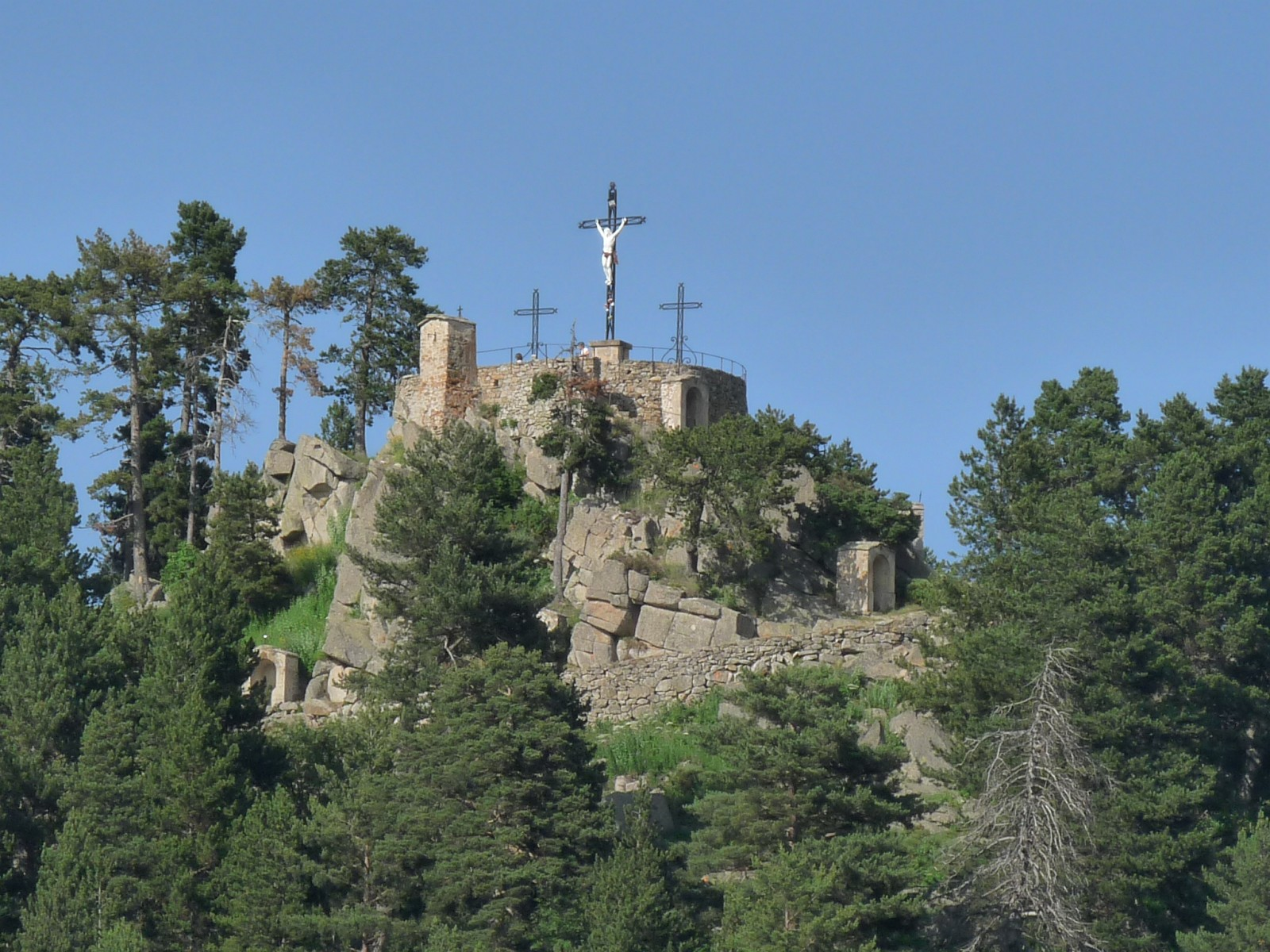
Calvário.
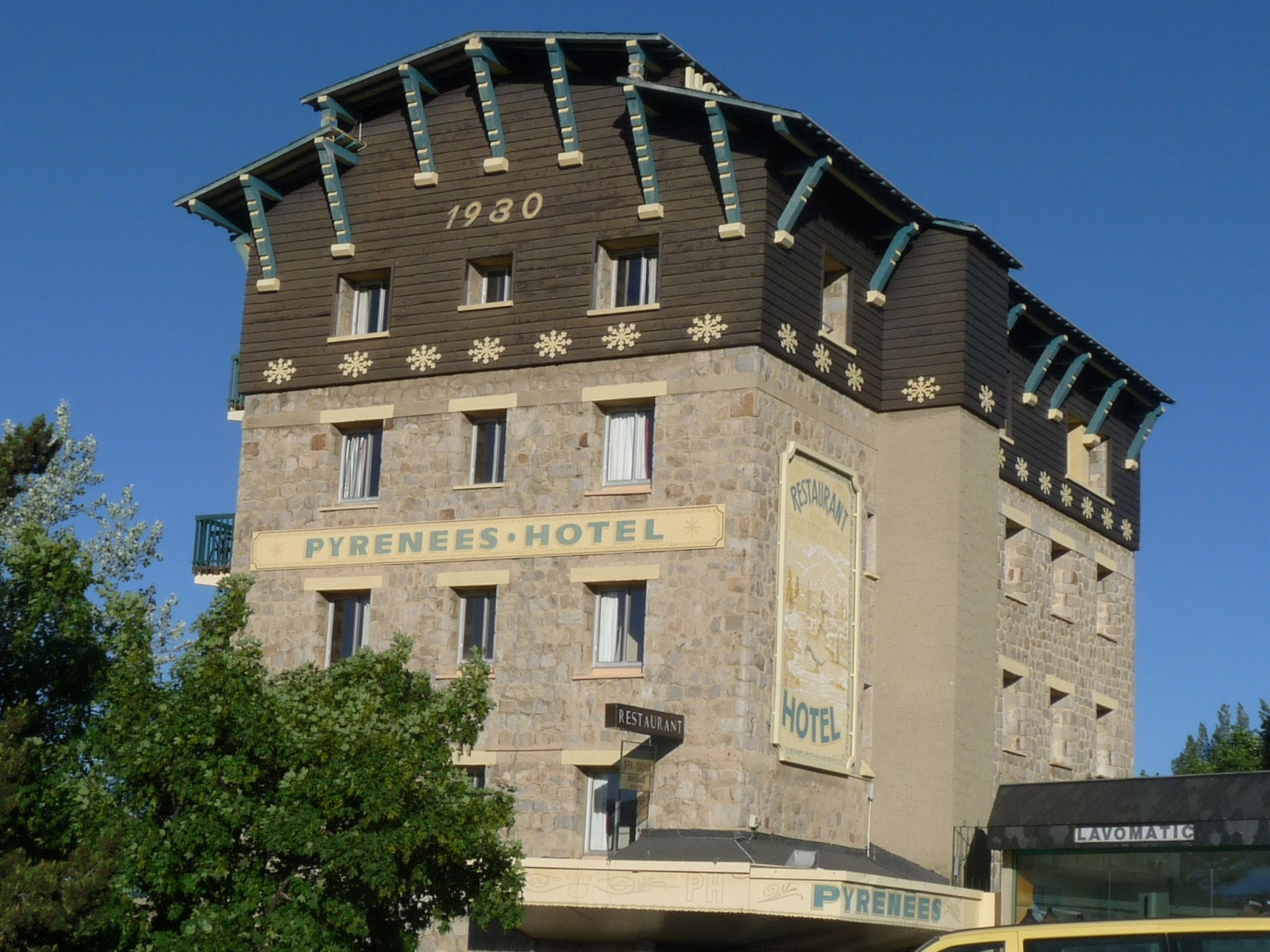
Hotel Pyrénées.